# Burg Matsumoto
Die Burg Matsumoto (japanisch 松本城, Matsumoto-jō) ist eine Japanische Burg. Sie befindet sich in Matsumoto in der Präfektur Nagano. Die leichte Erreichbarkeit aus Tokio macht sie zu einem beliebten Touristenziel innerhalb Japans. Der gut erhaltene, aufwändig gestaltete Burgturm ist als Nationalschatz registriert.
Die Burg wird wegen der schwarzen Farbe und den „ausgebreiteten Flügel“ auch manchmal Krähenburg (烏城, karasujō) genannt. Sie ist ein gutes Beispiel für eine Niederungsburg, da sie nicht auf einem Berg gebaut wurde.

## Geschichte
Die Ursprünge der Burg gehen zurück auf die Sengoku-Zeit (Zeit der streitenden Reiche). Zu der Zeit baute der Ogasawara-Klan eine Festung namens Fukashi-jō (深志城) auf dem Gebiet. Später kam sie unter die Herrschaft von Takeda Shingen und schließlich Tokugawa Ieyasu.

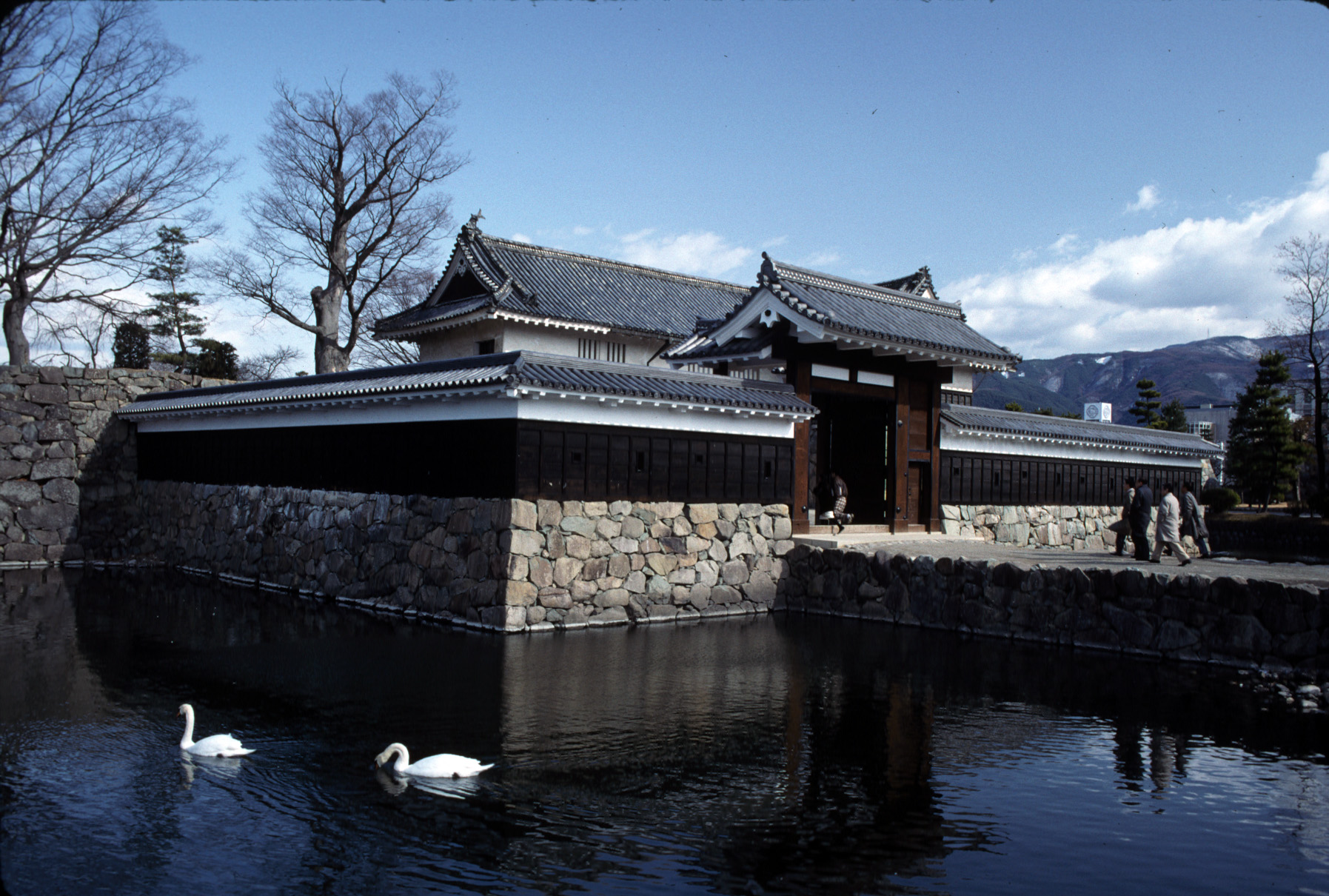
Das Taiko-Tor mit Wassergraben

Als Toyotomi Hideyoshi Ieyasu in die Kantō-Gegend verlegte, wurde Ishikawa Kazumasa sein Nachfolger in Matsumoto. Kazumasa und sein Sohn Yasunagana erweiterten in den folgenden Jahren die Festung zu einer Burg und bauten den Turm und andere Teile der heutigen Anlage.
1872, nach der Meiji-Restauration, wurde das Hauptgebäude auf einer Auktion verkauft und konnte nur durch die Kooperation von Einwohnern aus Matsumoto vor der Demontage verschont werden.